# Disforia
Il termine disforia (dal greco dysphoría (δυσφορία), composto di dys- (δυσ-)"male" e un derivato di phérein (φέρω)"sopportare") viene utilizzato in psichiatria per indicare un'alterazione dell'umore in senso depressivo, accompagnata da irritabilità e nervosismo. È spesso utilizzato in ambito psicologico come termine opposto allo stato di euforia.

## Effetti
Nei soggetti borderline la disforia è stata interpretata come la risultante di un effetto pantoclastico, cioè di un impulso distruttivo, svolto dall'organizzazione di personalità che, un po' come un prisma, filtra l'esperienza depressiva distorcendola. L'affetto disforico segnalerebbe una vera e propria resistenza della persona all'invasione di una più autentica tristezza, un tentativo di ribellarsi al destino depressivo.

## Utilizzo del termine
Il termine può essere indicato per contrassegnare diverse condizioni. Secondo alcuni il termine è appropriato negli stati misti: quelle alterazioni dell'umore tipiche del disturbo bipolare caratterizzate da elementi contrapposti di entrambe le polarità. Secondo questa accezione il termine caratterizza un quadro clinico caratterizzato da flessione timica (umore depresso) associato a irritabilità, sensazioni di frustrazione, talvolta comportamenti aggressivi sia a livello fisico, sia verbale. Per altri ancora il termine indicherebbe un terzo polo dell'umore, indipendente dai precedenti.